# Carlos Tufvesson
Carlos Tufvesson är en brasiliansk modedesigner som specialiserat sig på festklänningar. Han är son till modedesignern Glorinha Pires Rebelo. Han studerade mode i Italien, vid Domus Academy i Milano, och vid universitetet Cândido Mendes i Rio de Janeiro. År 2000 öppnade han en kombinerad butik och ateljé i Ipanema. Tufvesson är släkt med konstnären Nils Tufvesson (1829-1878) från Svedala: han är ättling till en av Nils brorsöner som utvandrade till Brasilien och Rio Grande do Sul.
2001 lanserade Tufvesson sin första Prêt-à-porter-kollektion på Semana Barra Shopping, en föregångare till Fashion Rio. 2004 debuterade han på São Paulo Fashion Week.
Sedan 2011 har han varit koordinator för "Sexuell mångfald i Rio de Janeiro" ("CEDS-Rio"). Samma år blev han känd i hela Brasilien när han gifte sig med arkitekten André Piva från Rio Grande do Sul i en storartad ceremoni som hölls på Moderna museet i Rio de Janeiro.